# Batracomorphus montaguei
Batracomorphus montaguei är en insektsart som beskrevs av William Lucas Distant 1920. Batracomorphus montaguei ingår i släktet Batracomorphus och familjen dvärgstritar. Inga underarter finns listade i Catalogue of Life.